# Cratere Mendes Pinto
Mendes Pinto  è un cratere sulla superficie di Mercurio.